# Cúp quốc gia Wales 1963–64
 Cúp quốc gia Wales FAW 1963–64 là mùa giải thứ 77 của giải đấu bóng đá loại trực tiếp hàng năm dành cho các đội bóng ở Wales.

## Từ viết tắt
Tên giải đấu nằm sau tên các câu lạc bộ.
- CCL - Cheshire County League
- FL D2 - Football League Second Division
- FL D3 - Football League Third Division
- FL D4 - Football League Fourth Division
- SFL - Southern Football League
- WLN - Welsh League North

## Vòng Năm
Vòng này có sự tham gia của 10 đội thắng ở vòng Bốn và 6 đội mới.
| Số thứ tự trận | Đội nhà         | Tỉ số | Đội khách            |
| -------------- | --------------- | ----- | -------------------- |
| 1              | Chester (FL D4) | 5–1   | Borough United (WLN) |

## Vòng Sáu
| Số thứ tự trận | Đội nhà              | Tỉ số | Đội khách       |
| -------------- | -------------------- | ----- | --------------- |
| 1              | Cardiff City (FL D2) | 3–1   | Chester (FL D4) |

## Bán kết
Newport County và Cardiff City thi đấu ở Swansea, trận đá lại diễn ra ở Cardiff, Bangor City và Wrexham thi đấu tại Chester.
| Số thứ tự trận | Đội nhà                | Tỉ số | Đội khách              |
| -------------- | ---------------------- | ----- | ---------------------- |
| 1              | Newport County (FL D4) | 2–2   | Cardiff City (FL D2)   |
| ’‘đá lại’’     | Cardiff City (FL D2)   | 1–0   | Newport County (FL D4) |
| 2              | Bangor City (CCL)      | 3–1   | Wrexham (FL D3)        |

## Chung kết
| Số thứ tự trận | Đội nhà              | Tỉ số | Đội khách            |
| -------------- | -------------------- | ----- | -------------------- |
| 1              | Bangor City (CCL)    | 2–0   | Cardiff City (FL D2) |
| 1              | Cardiff City (FL D2) | 3–1   | Bangor City (CCL)    |
| ’‘đá lại’’     | Cardiff City (FL D2) | 2–0   | Bangor City (CCL)    |